# Live at Montreux 2011
Albums de Deep Purple
They All Came Down to Montreux
(2007) Now What?!
(2013)
Deep Purple with Orchestra: Live At Montreux 2011 est un album live du groupe de rock britannique Deep Purple, sorti le 7 novembre 2011. Le set enregistré lors du Festival de Jazz de Montreux le 16 juillet 2011 est disponible en DVD et double CD. 
Le groupe est accompagné ici du Neue Philharmonie Frankfurt Orchestra, dirigé par Stephen Bentley-Klein. Tout au long de la première partie de la tournée The Songs That Built Rock (entre le 3 juin et le 29 juillet 2011), la set list ne change quasiment pas, mis à part le titre Silver Tongue, qui est joué à la place de Maybe I'm A Leo à Québec. Cet album contient donc, dans cet ordre, les mêmes morceaux qui sont joués au Théâtre antique de Vienne quelques jours plus tard, le 27 juillet, unique date française de la tournée.

## Titres

### Version CD

#### Disque 1
1. Deep Purple Overture (Bentley-Klein, Bruce, Brown, Clapton, Blackmore, Gillan, Glover, Lord, Paice) – 1 min 39 s 
  - Introduction interprétée par l'orchestre uniquement
2. Highway Star (Blackmore, Gillan, Glover, Lord, Paice) – 6 min 54 s
3. Hard Lovin' Man (Blackmore, Gillan, Glover, Lord, Paice) – 6 min 08 s
4. Maybe I'm A Leo (Blackmore, Gillan, Glover, Lord, Paice) – 4 min 30 s
5. Strange Kind of Woman (Blackmore, Gillan, Glover, Lord, Paice) – 6 min 19 s
6. Rapture of the Deep (Airey, Gillan, Glover, Morse, Paice) – 5 min 44 s
7. Woman From Tokyo (Blackmore, Gillan, Glover, Lord, Paice) – 6 min 18 s
8. Contact Lost (Morse) – 4 min 28 s
  - Suivi du solo de guitare de Steve Morse
9. When a Blind Man Cries (Blackmore, Gillan, Glover, Lord, Paice)  – 3 min 50 s
10. The Well-Dressed Guitar (Morse) – 2 min 42 s

#### Disque 2
1. Knocking At Your Back Door  (Blackmore, Gillan, Glover) – 6 min 07 s
2. Lazy (Blackmore, Gillan, Glover, Lord, Paice) – 8 min 45 s
3. No One Came (Blackmore, Gillan, Glover, Lord, Paice)  – 5 min 40 s
4. Don Airey Keyboard Solo (Airey) – 5 min 45 s
5. Perfect Strangers (Blackmore, Gillan, Glover) – 6 min 05 s
6. Space Truckin’ (Blackmore, Gillan, Glover, Lord, Paice) – 4 min 55 s
7. Smoke on the Water (Blackmore, Gillan, Glover, Lord, Paice) – 8 min 32 s
8. Hush (Joe South) – 8 min 18 s
  - Le morceau est introduit par un extrait de Green Onions (Cropper, Jackson, Steinberg, Jones)
  - Après le solo d'orgue Hammond, Ian Paice y interprète un court solo de batterie
  - La plage se termine par le solo de basse de Roger Glover
9. Black Night (Blackmore, Gillan, Glover, Lord, Paice) – 7 min 10 s

### Version DVD / Blu Ray

#### Set List
1. Deep Purple Overture / Highway Star (Blackmore, Gillan, Glover, Lord, Paice)
2. Hard Lovin' Man (Blackmore, Gillan, Glover, Lord, Paice)
3. Maybe I'm A Leo (Blackmore, Gillan, Glover, Lord, Paice)
  - Interprété uniquement par le groupe
4. Strange Kind of Woman (Blackmore, Gillan, Glover, Lord, Paice)
  - Interprété uniquement par le groupe
5. Rapture of the Deep (Airey, Gillan, Glover, Morse, Paice)
6. Woman From Tokyo (Blackmore, Gillan, Glover, Lord, Paice)
7. Contact Lost / Steve Morse Guitar Solo (Morse)
8. When a Blind Man Cries (Blackmore, Gillan, Glover, Lord, Paice)
9. The Well-Dressed Guitar (Morse)
10. Knocking At Your Back Door  (Blackmore, Gillan, Glover)
11. Lazy (Blackmore, Gillan, Glover, Lord, Paice)
  - Interprété uniquement par le groupe
  - À la fin de ce titre, le chef d'orchestre y interprète un solo de violon
12. No One Came (Blackmore, Gillan, Glover, Lord, Paice)
13. Don Airey Keyboard Solo (Airey)
14. Perfect Strangers (Blackmore, Gillan, Glover)
15. Space Truckin’ (Blackmore, Gillan, Glover, Lord, Paice)
  - Interprété uniquement par le groupe
16. Smoke on the Water (Blackmore, Gillan, Glover, Lord, Paice)

#### Encores
1. "Hush" (Joe South)
  - Le morceau est introduit par un extrait de "Green Onions" (Cropper, Jackson, Steinberg, Jones)
  - Après le solo d'orgue Hammond, Ian Paice y interprète un court solo de batterie
  - Le chapitre se termine par le solo de basse de Roger Glover
2. Black Night (Blackmore, Gillan, Glover, Lord, Paice)

## Musiciens
- Ian Gillan : chant, harmonica
- Steve Morse : guitares
- Don Airey : claviers, orgue hammond, piano
- Ian Paice : batterie
- Roger Glover : basse

### Musiciens additionnels
- Stephen Bentley-Klein : chef d'orchestre, violon sur Lazy
- Le Nouvel Orchestre Philharmonique de Francfort